# Nils Löfgren (företagsledare)
Nils Gustaf Löfgren, född 11 september 1903 i Göteborg, död 1 juni 1969 i Halmstad, var en svensk företagsledare och kommunalpolitiker (höger).
Löfgren, som var son till direktör Edward Löfgren och Tora Synnerdahl, avlade studentexamen i Halmstad 1922 och blev juris kandidat vid Uppsala universitet 1928. Efter tingstjänstgöring i Nordmarks domsaga 1928–193l, var han biträdande länsnotarie i Värmlands län 1931–1933 och souschef från 1933 och senare ägare av AB Löfgren & Jönsson i Halmstad.
Löfgren var styrelseledamot i AB Smålands Banks avdelningskontor i Halmstad, i AB Halmstad Folkrestauranger och AB Tylösands Havsbad. Han var ledamot av stadsfullmäktige sedan 1942 och förste vice ordförande där sedan 1959, ordförande i hyresnämnden 1943 och vice ordförande i byggnadsnämnden. Han var sekreterare och från 1962 ordförande i Föreningen Gamla Halmstad, redaktör för dess årsbok från 1945 och skrev artiklar i dags- och fackpress. Han var västtysk konsul från 1955.